# 上党县
上党县，中国古县名。故治在今山西省长治市。
隋开皇十六年（596年）析壶关县地置上党县，属潞州。明洪武二年（1369年），上党县废入潞州。嘉靖八年（1529年）置长治县，升潞州为潞安府，长治县属之。